# Набран
Набран (азерб. Nabran) — селище неподалік від міста Худат Хачмазького району Азербайджану, розташоване на березі Каспійського моря. Вся прибережна частина навколо Набрани є зоною відпочинку.

## Історія
Село було засноване російськими поселенцями в 1909 році в Кубинському повіті Бакинської губернії.
Ймовірно назва «Набран» виникла від російського слова «набирати», коли за указом Петра I набирали людей для лову осетрових риб до царського столу. Вимушених рибалок поселяли в селищі з однойменною назвою. У селі вели рибний промисел до 70-х років XX століття

## Географія
Селище Набран багате запасами підземних вод, збагачених сірководнем.

## Пам'ятки
У Набрані розташовані різні турбази, табори, пансіонати, будинки відпочинку та приватні дачі.
Селище розташоване в унікальному місці — безпосередньо до моря в деяких місцях підходить реліктовий ліс, представлений переважно в'язами і буками. Часто трапляються дуби-ендеміки. Тваринний світ лісу різноманітний: єноти, кабани, у передгір'ях — олені, сови, дятли, сойки, зозулі.
Пляж від села відокремлює смуга боліт, утворених джерелами, що б'ють з-під землі. Болота заселені рибою, водними черепахами, трапляються зайці.

## Галерея

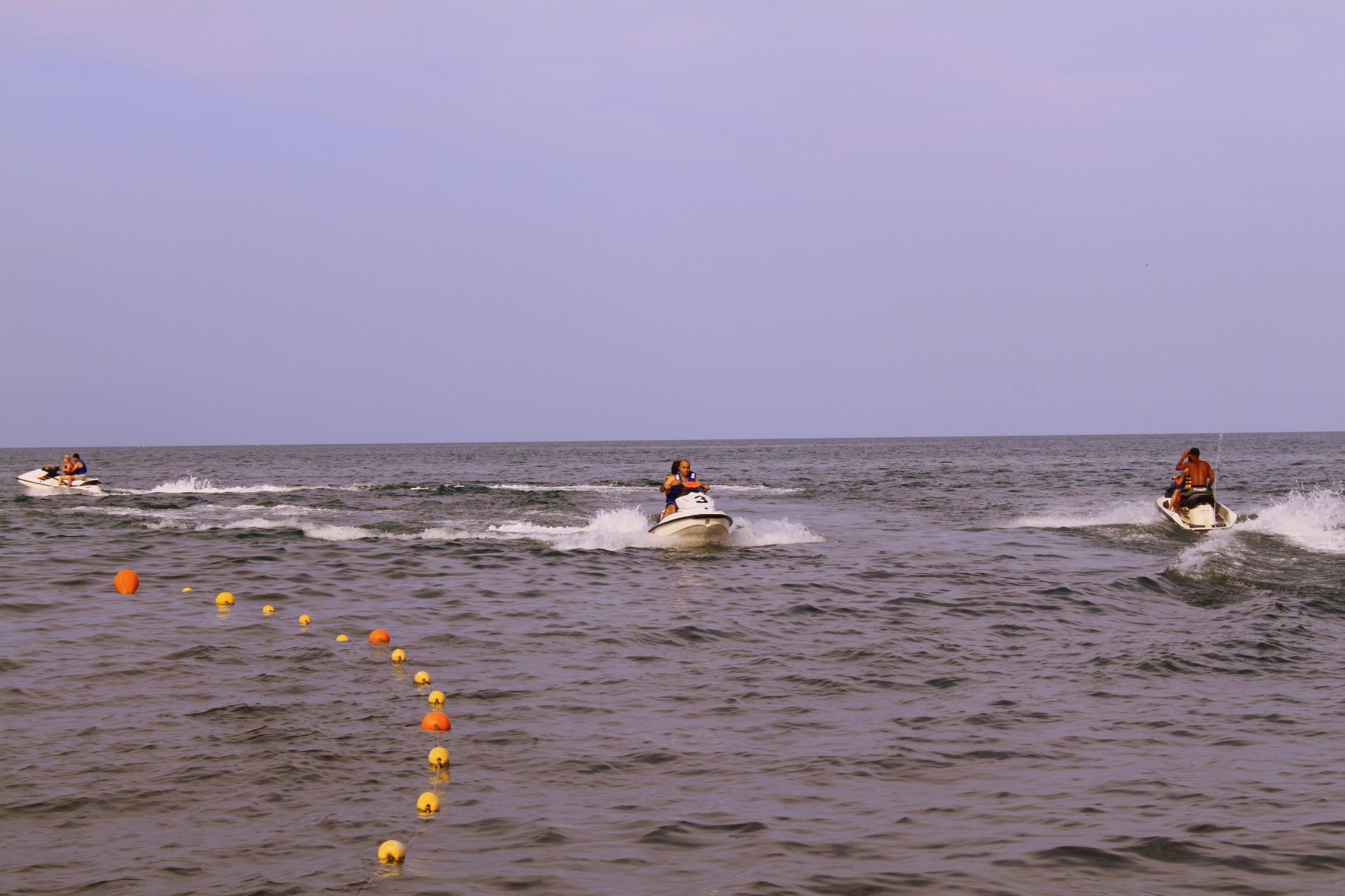
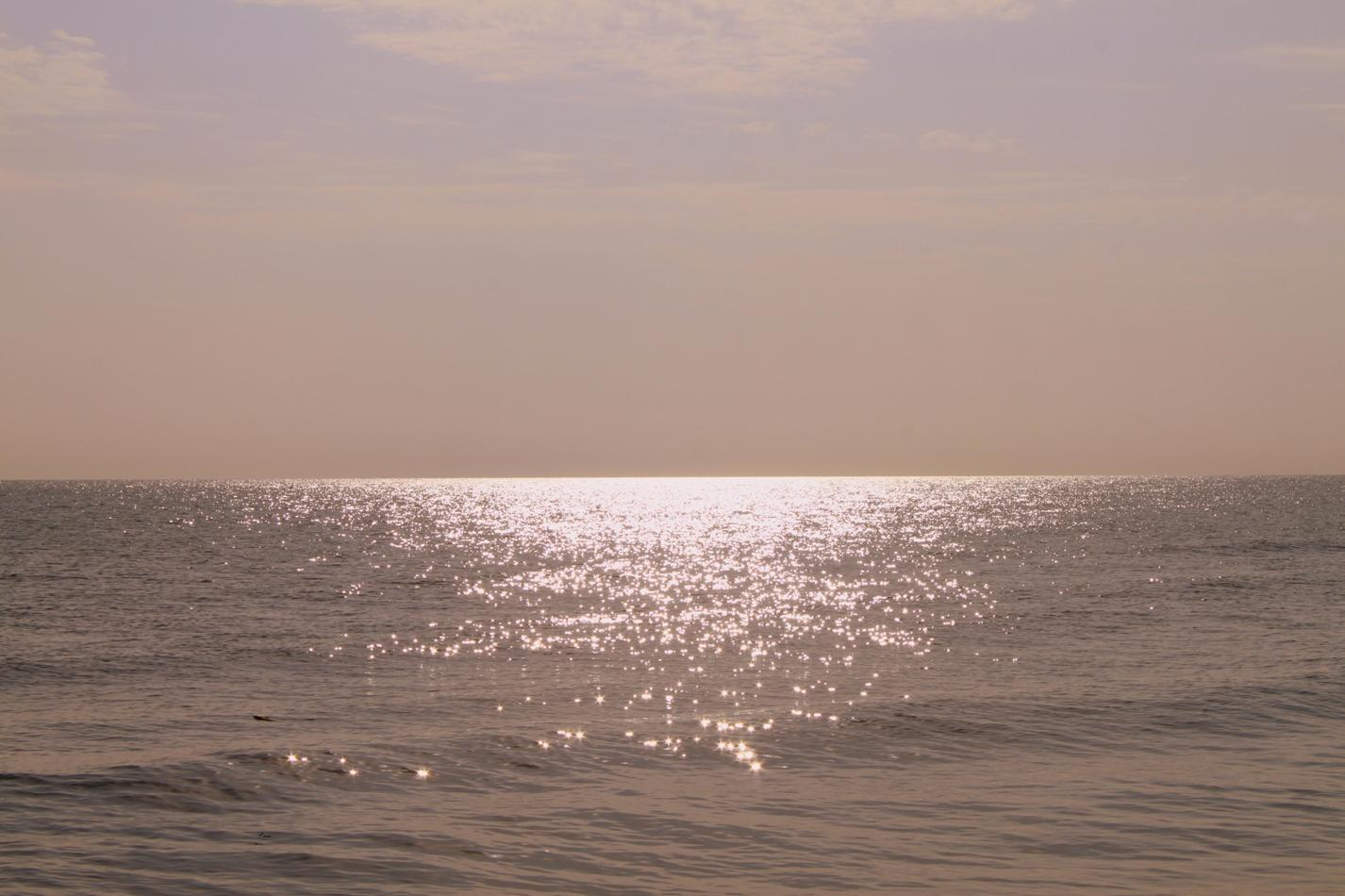
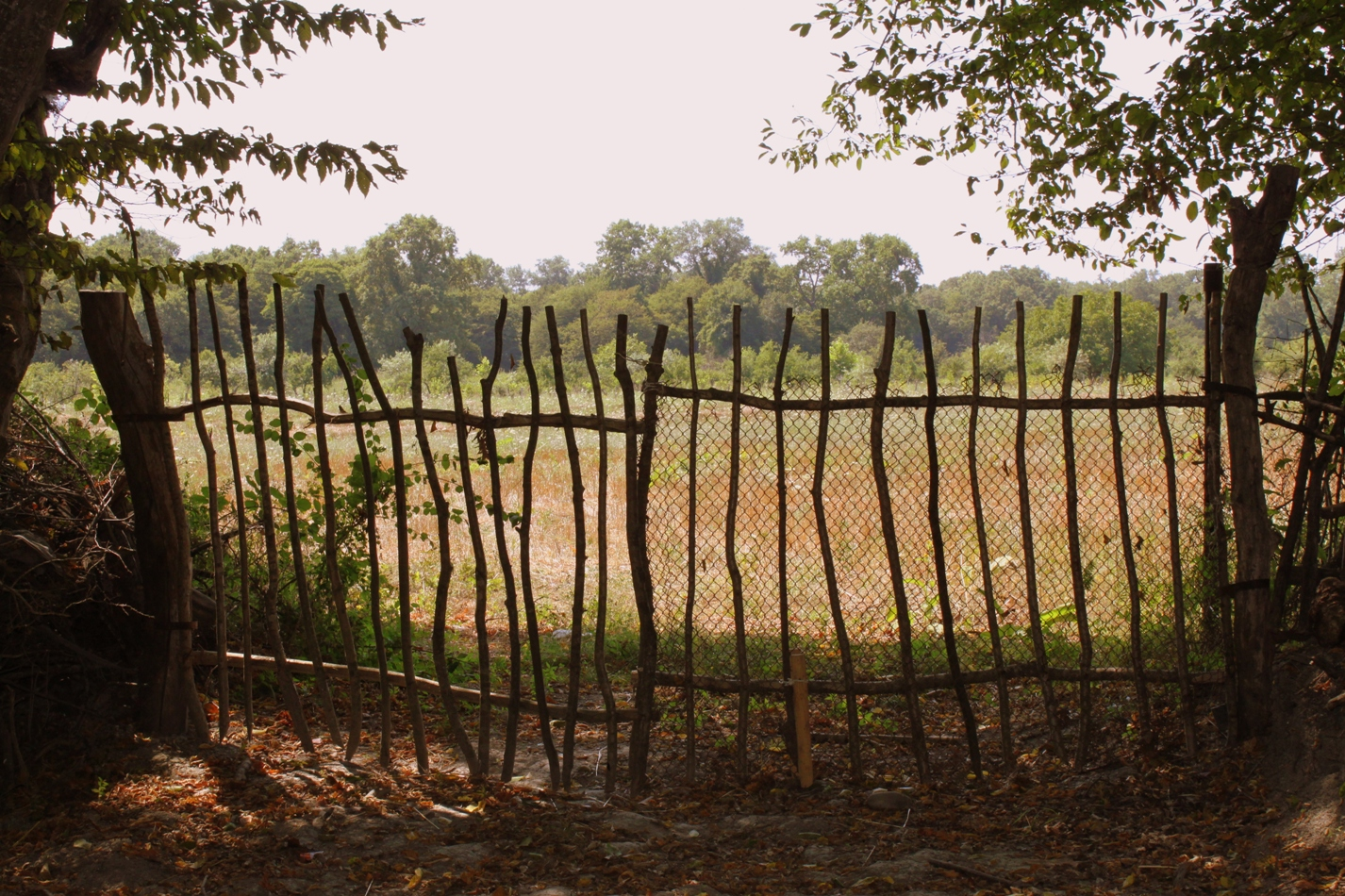
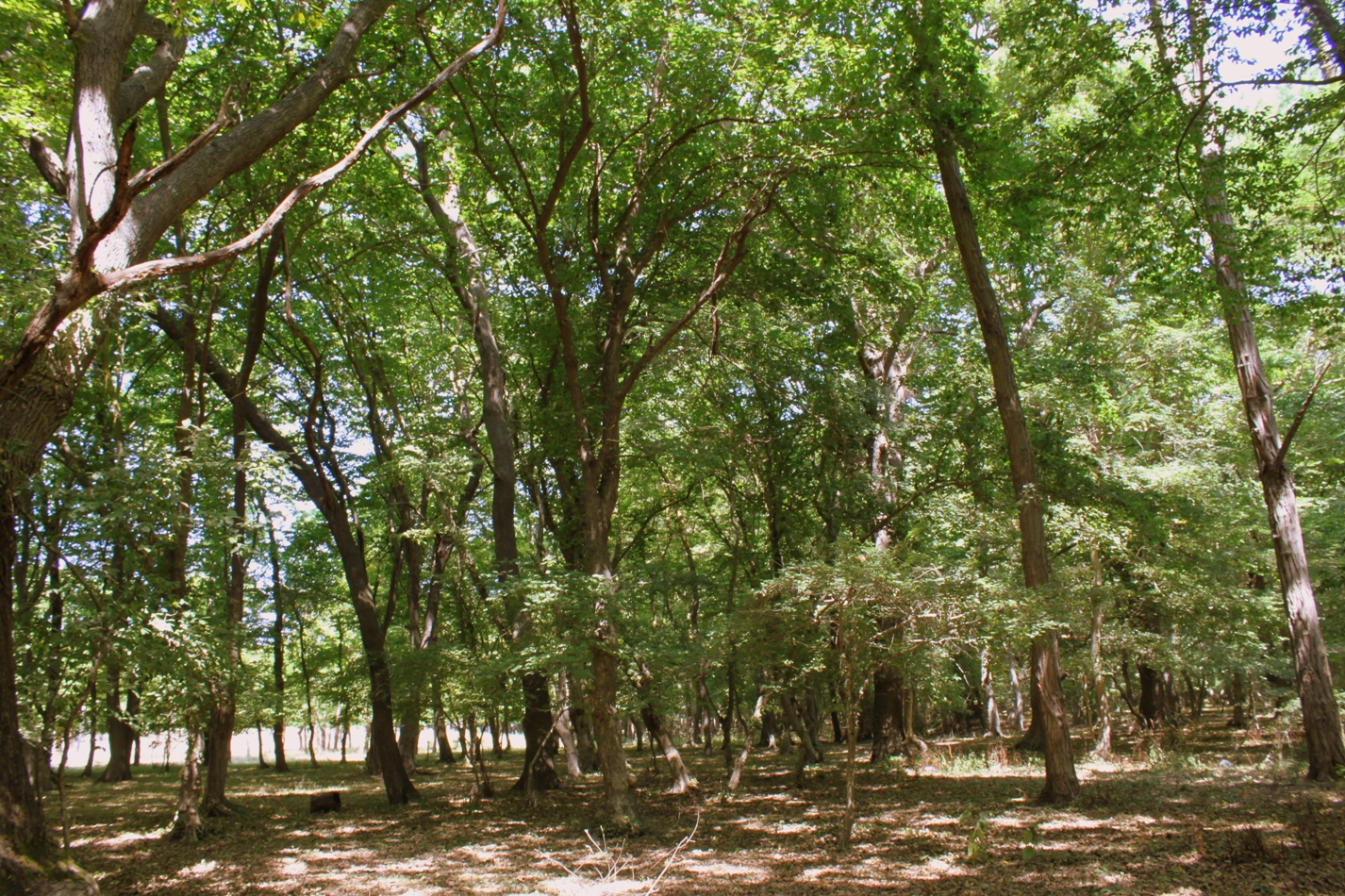
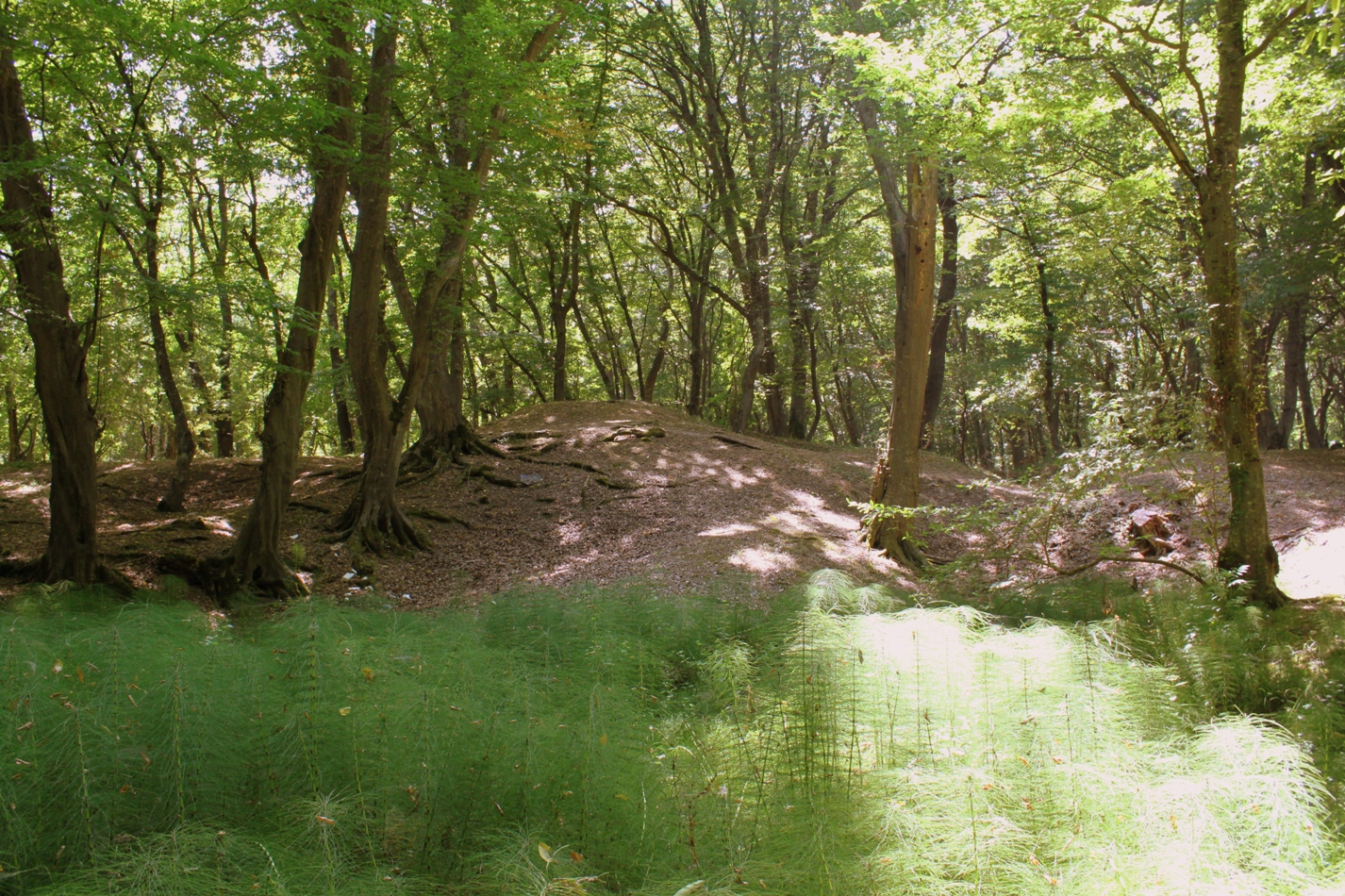
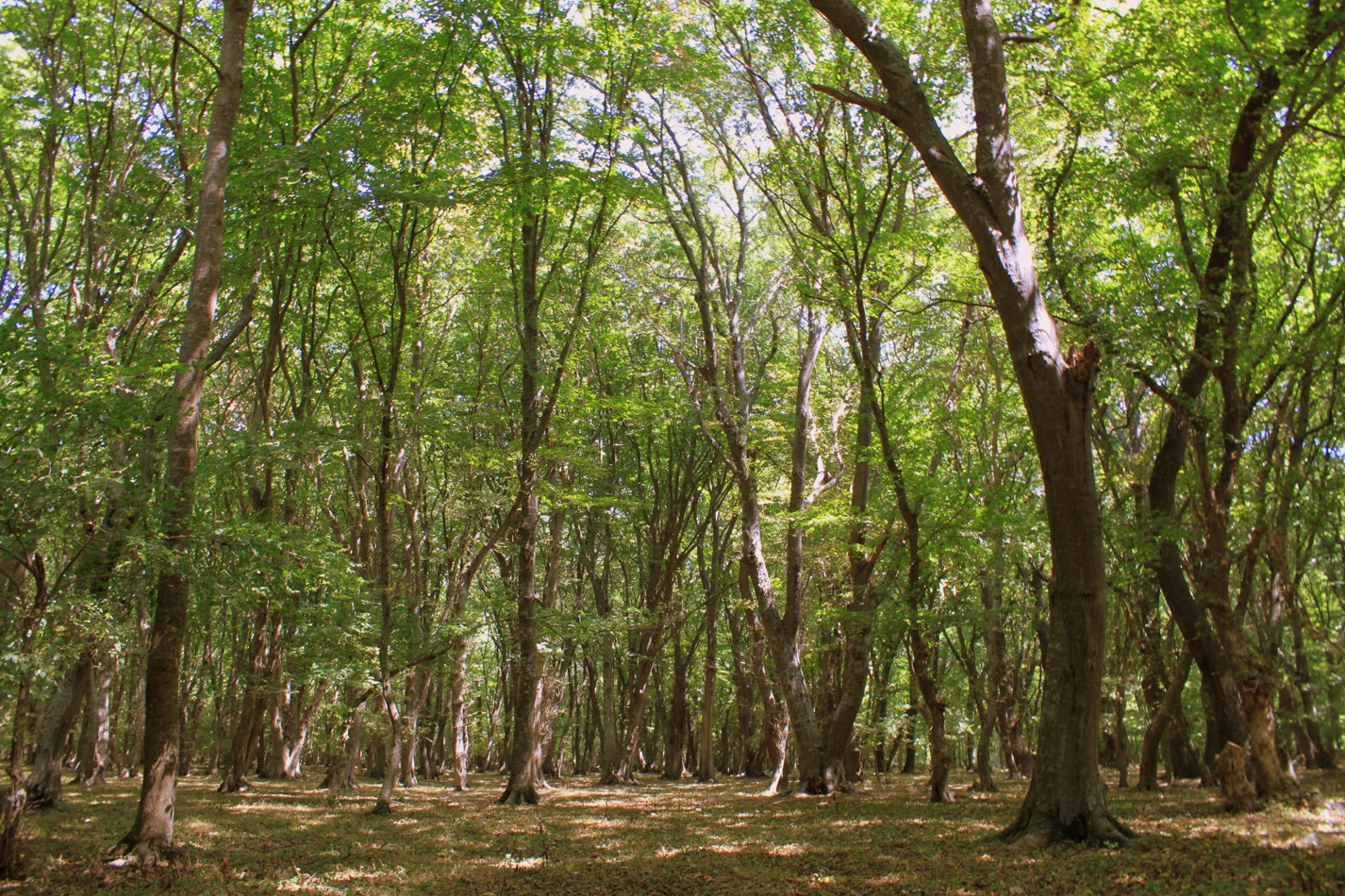
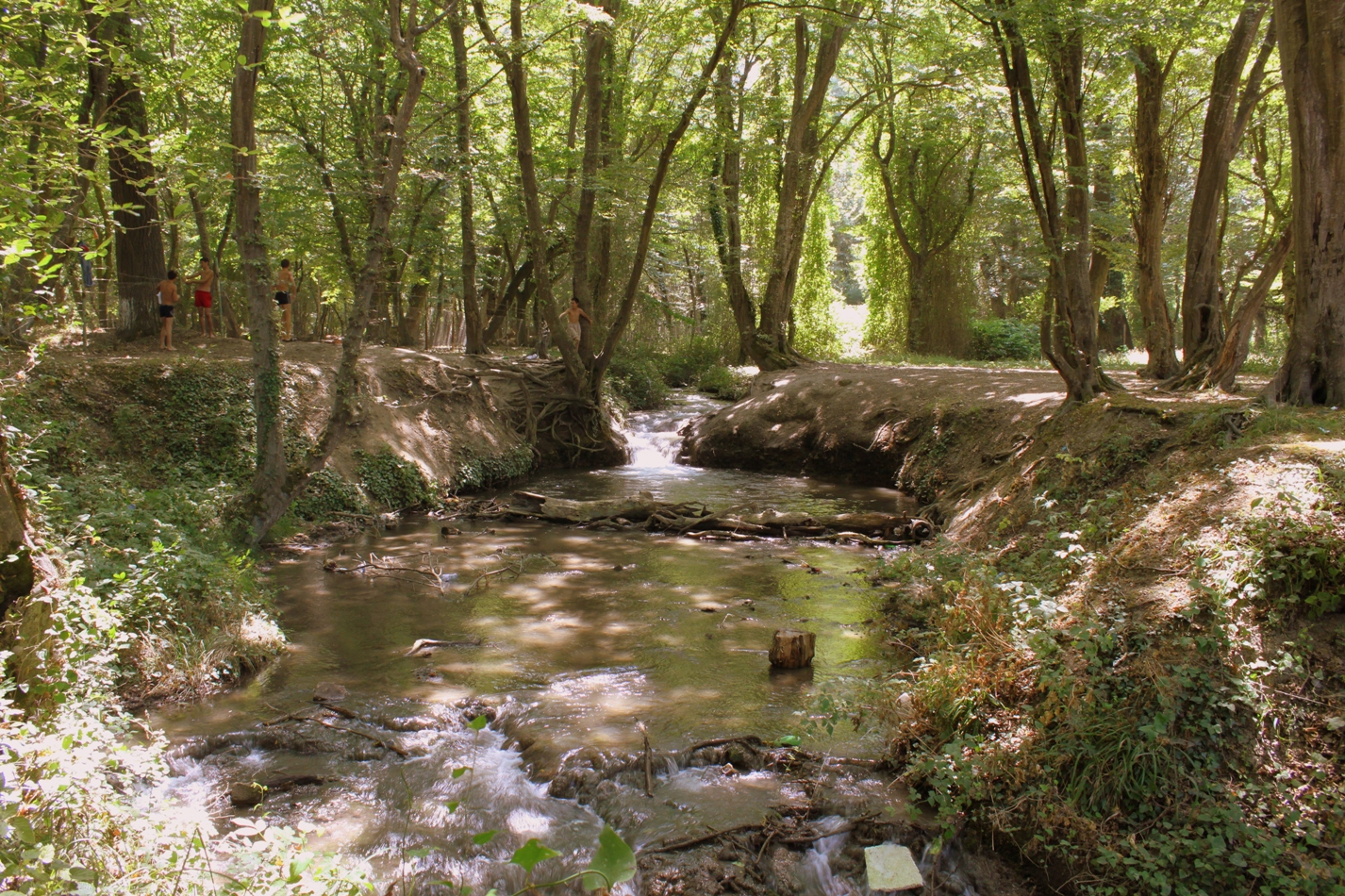
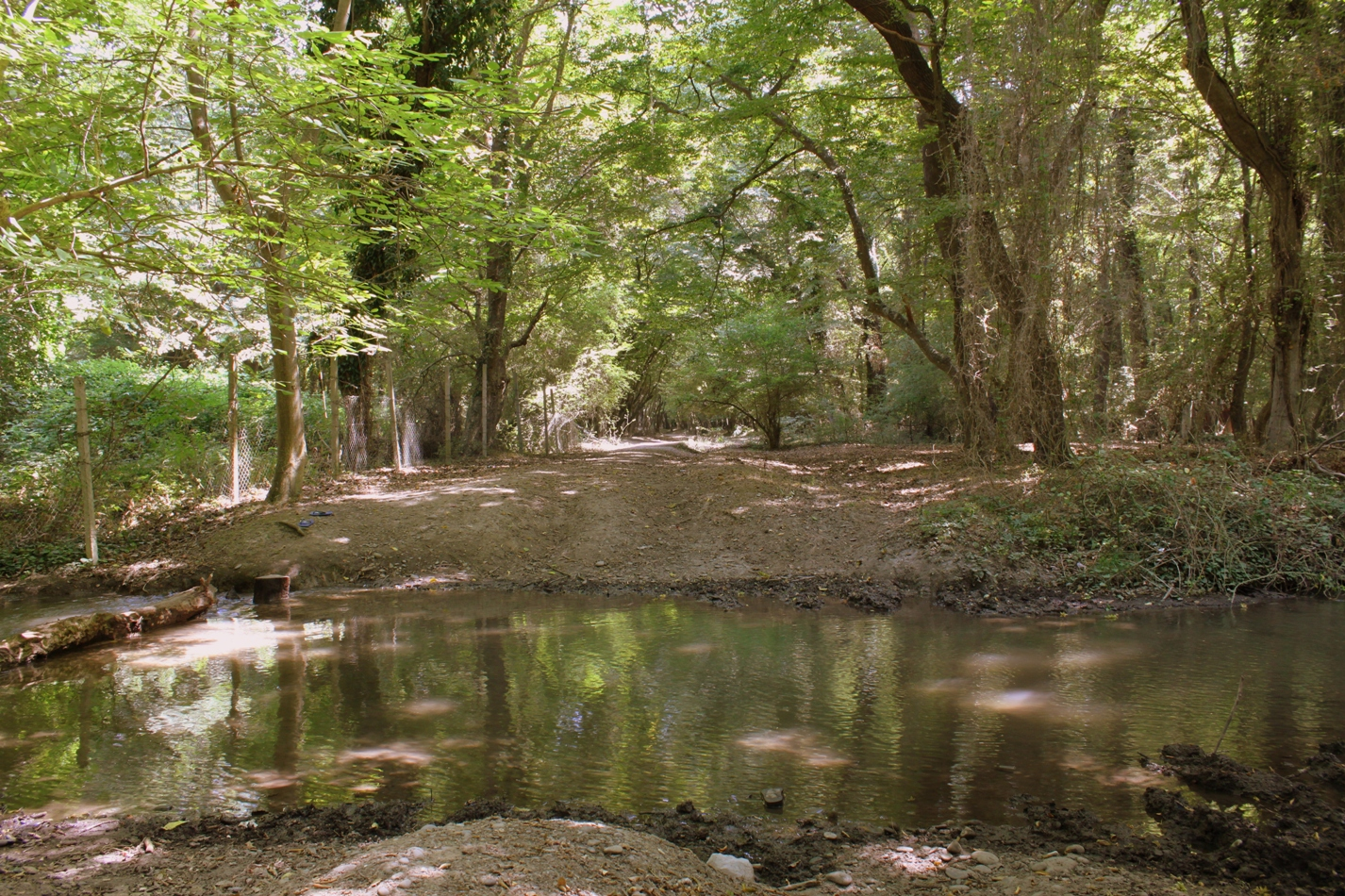
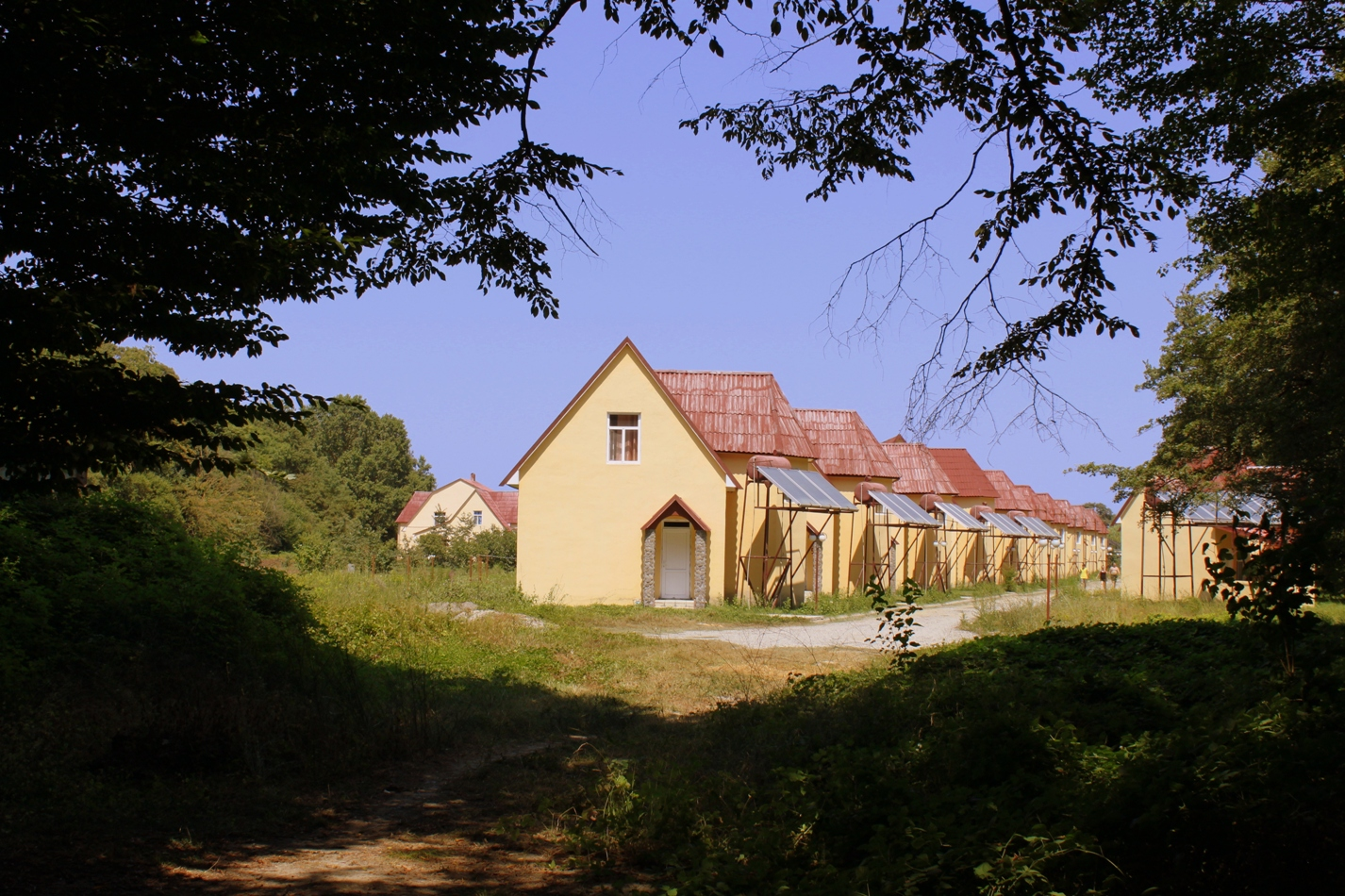
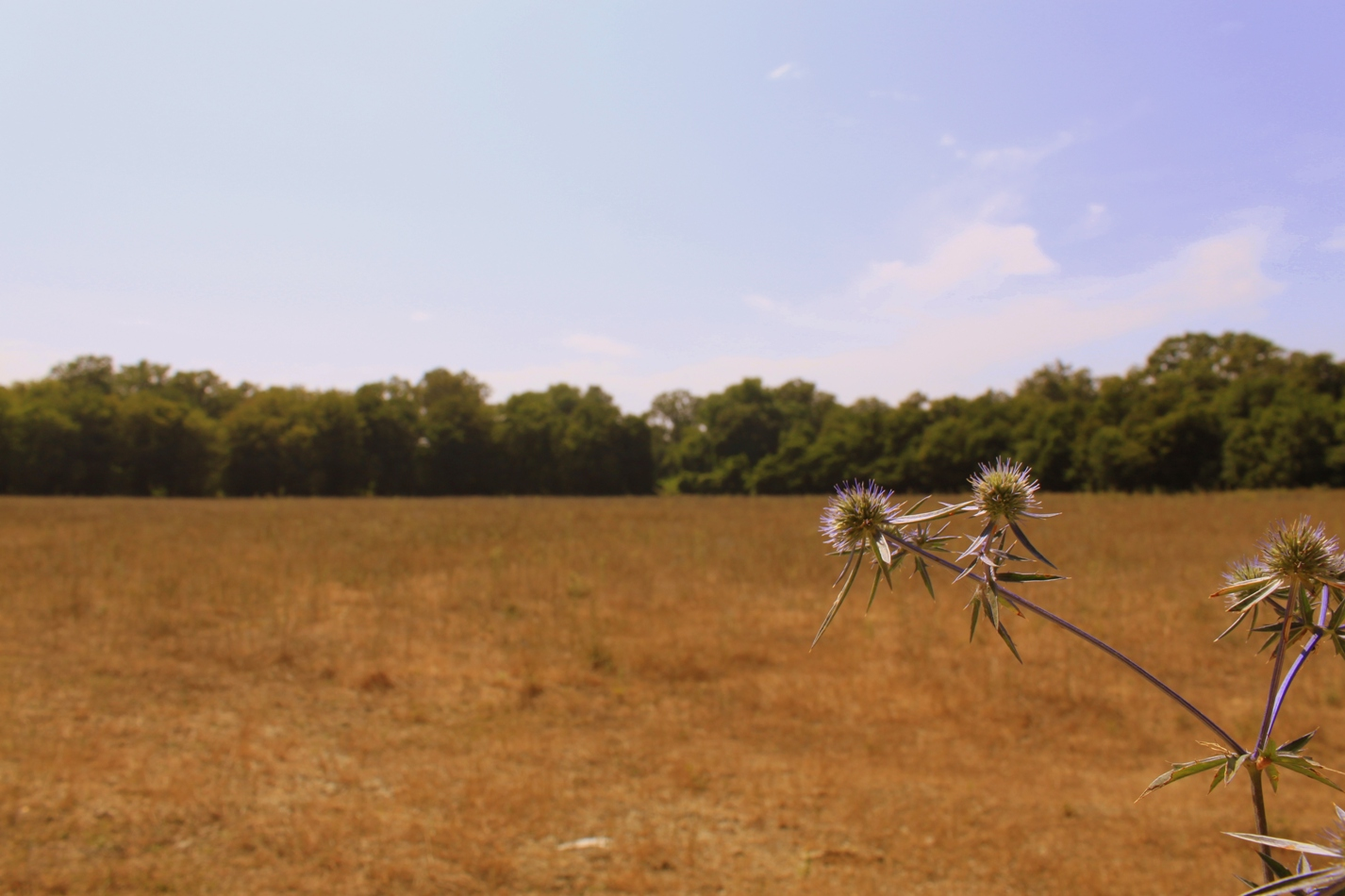
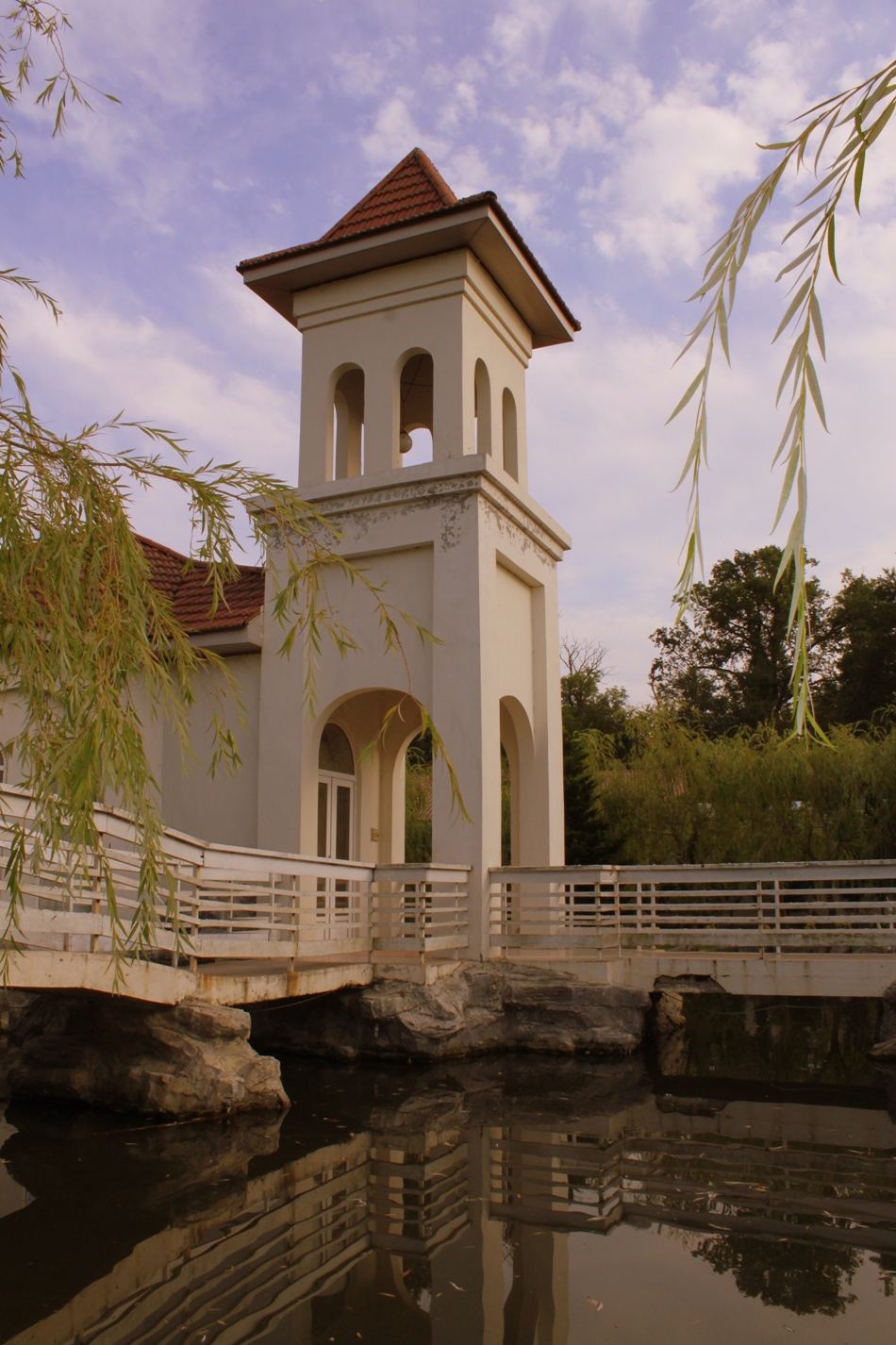
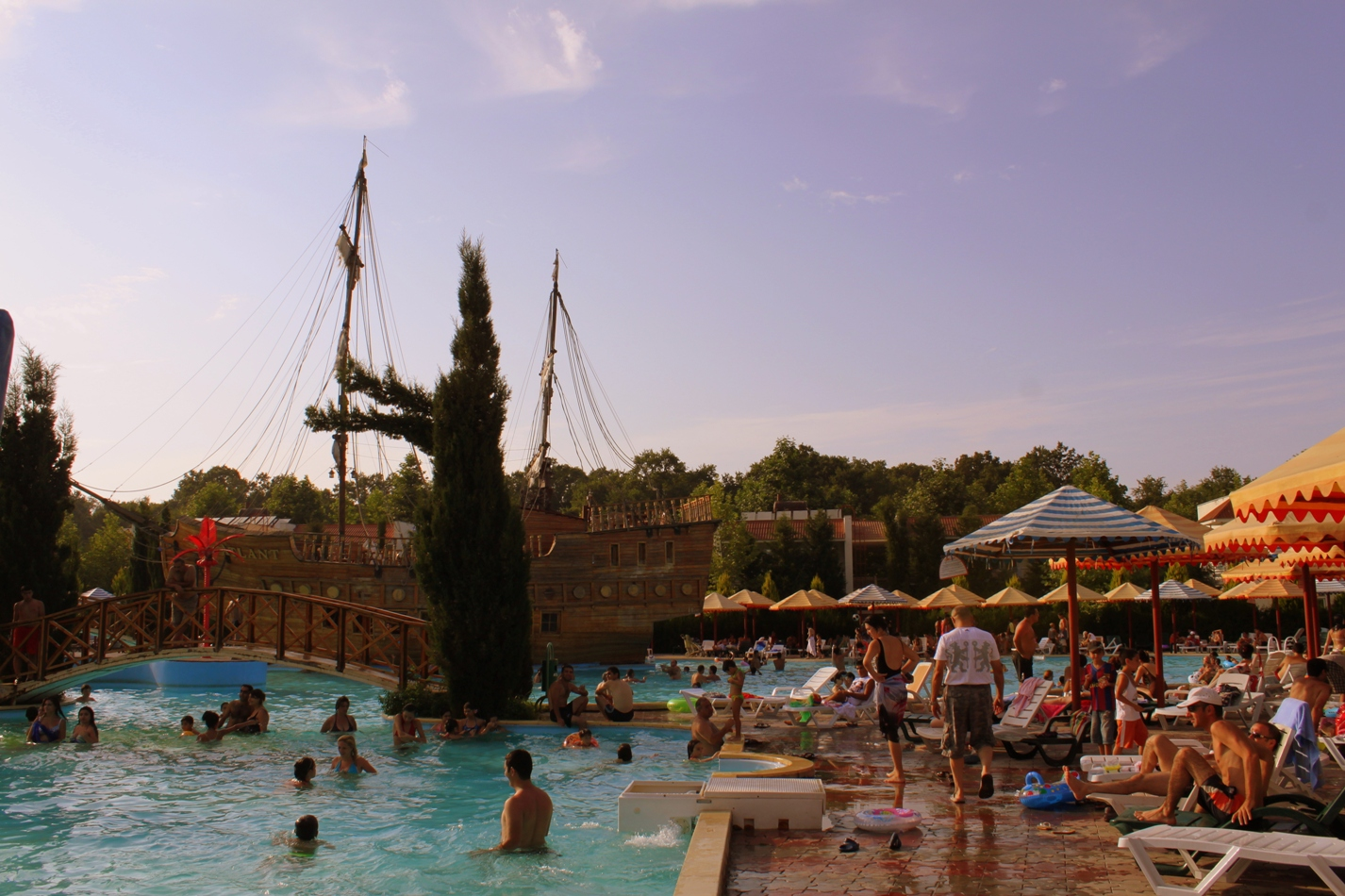
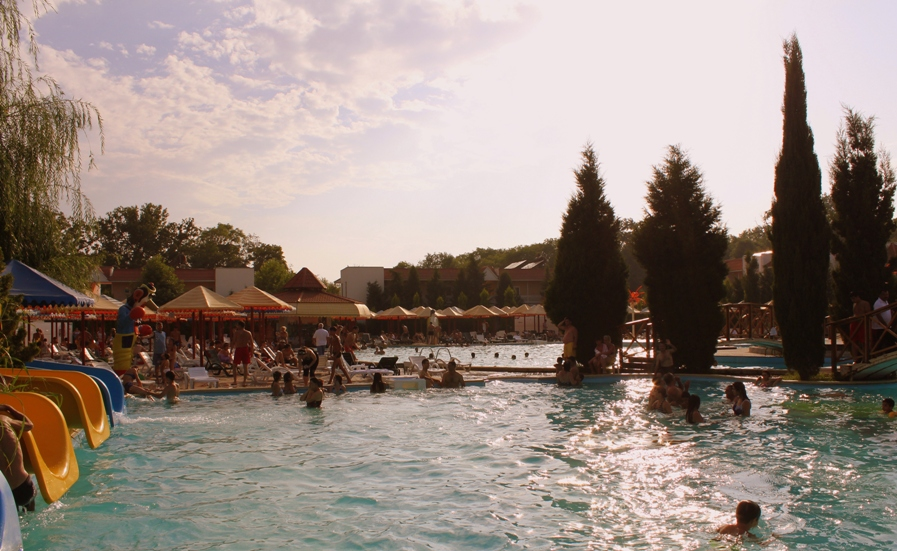
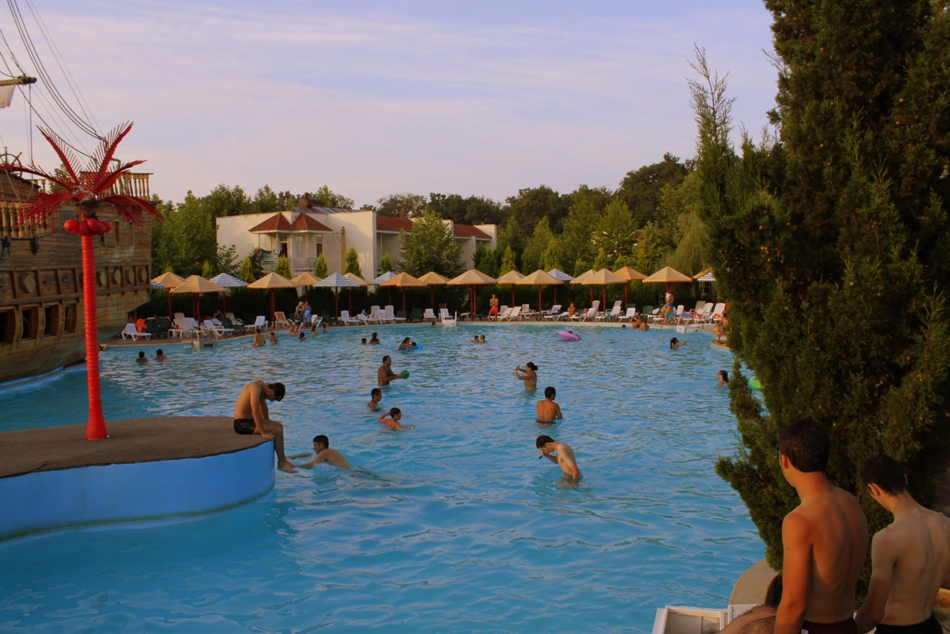
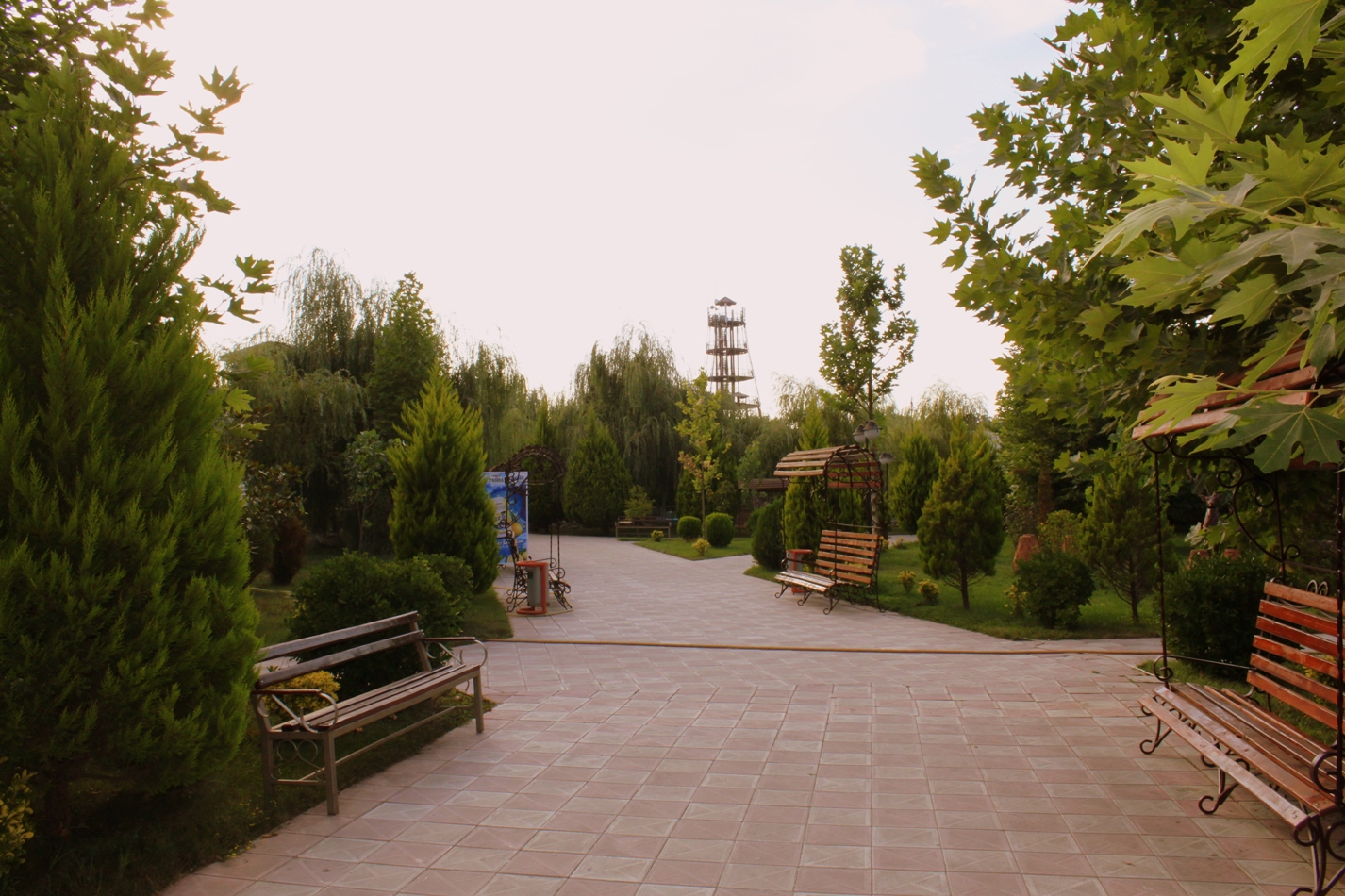
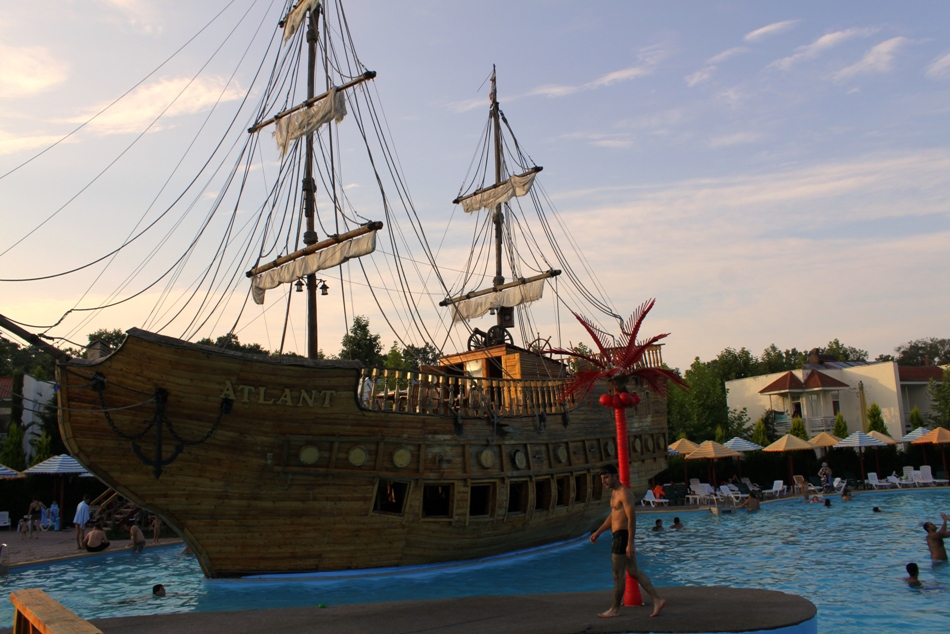
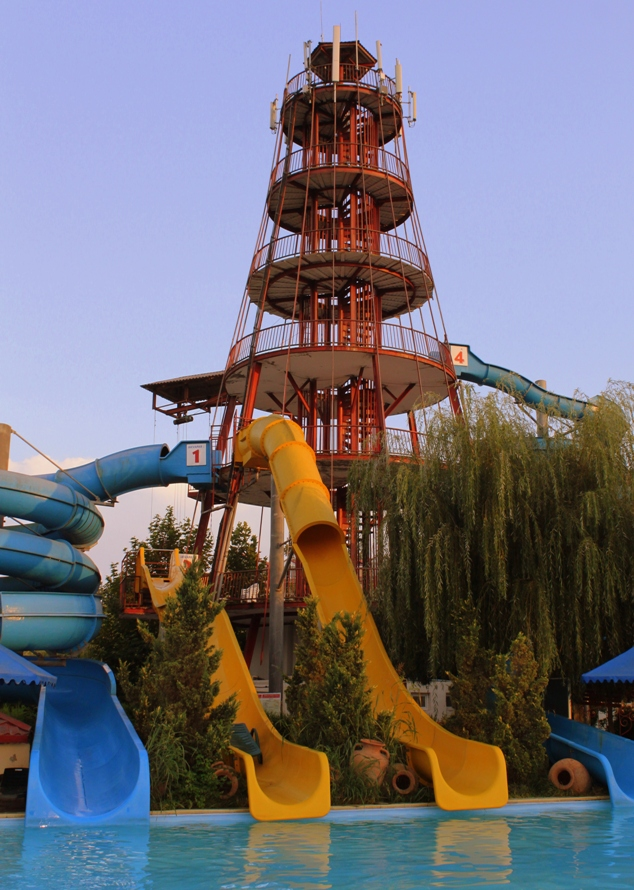
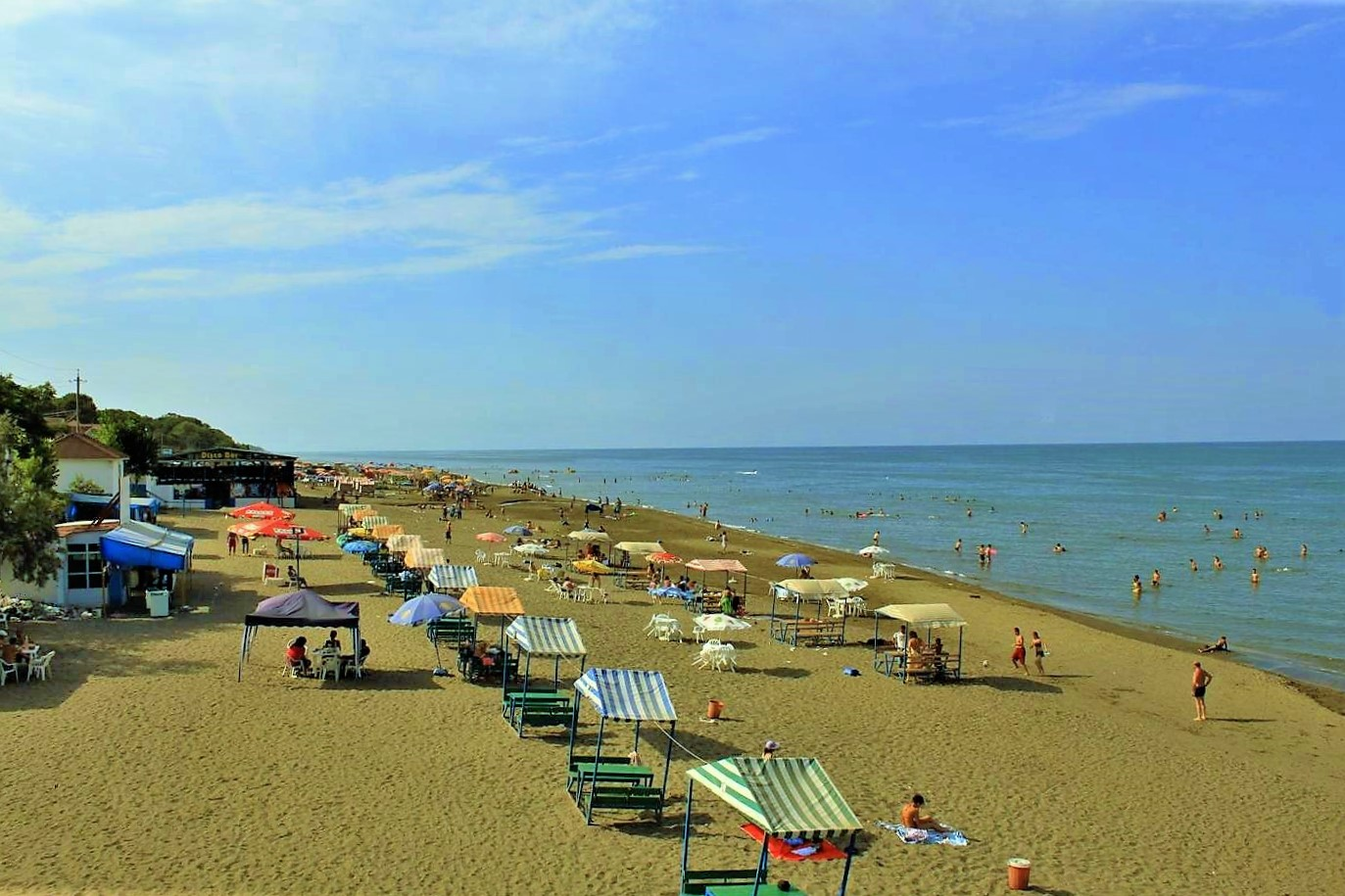

## Офіційний сайт
- Готелі курортної зони Набран [Архівовано 23 жовтня 2019 у Wayback Machine.] продаж земельних ділянок.